# ريوس (لاعب كرة قدم)
ريوس (بالبرتغالية: Pedro Fernando Rios Soares Ramos‏) هو لاعب كرة قدم برتغالي، ولد في 14 سبتمبر 1983 في تروفا في البرتغال. لعب مع نادي أونياو دا ماديرا ونادي ريبيراو.